# 루커스 브라이언트
루커스 브라이언트(Lucas Bryant, 1978년 12월 23일 ~ )은 캐나다와 미국의 배우이다.

## 출연 작품

### 영화
- 플레잉 하우스 (2006, Playing House)
- 선데이 모닝 (2006)
- 서약 (2012)
- 워크 투 베가스 (2017, 7 Days to Vegas)

### 텔레비전
- 퀴어 애즈 포크 (2002)
- 헤이븐 (2010-15)
- 미녀와 야수 (2013)